# Colfax (Illinois)
Colfax es una villa ubicada en el condado de McLean en el estado estadounidense de Illinois. En el Censo de 2010 tenía una población de 1061 habitantes y una densidad poblacional de 746,18 personas por km².

## Geografía
Colfax se encuentra ubicada en las coordenadas 40°34′00″N 88°36′58″O / 40.56667, -88.61611. Según la Oficina del Censo de los Estados Unidos, Colfax tiene una superficie total de 1.42 km², de la cual 1.42 km² corresponden a tierra firme y (0%) 0 km² es agua.

## Demografía
Según el censo de 2010, había 1061 personas residiendo en Colfax. La densidad de población era de 746,18 hab./km². De los 1061 habitantes, Colfax estaba compuesto por el 98.02% blancos, el 0.94% eran afroamericanos, el 0.09% eran amerindios, el 0% eran asiáticos, el 0.09% eran isleños del Pacífico, el 0% eran de otras razas y el 0.85% pertenecían a dos o más razas. Del total de la población el 1.32% eran hispanos o latinos de cualquier raza.